# أندرو برينان
أندرو برينان (بالإنجليزية: Andrew James Louis Brennan)‏ هو كاهن كاثوليكي أمريكي، ولد في 14 ديسمبر 1877 في تواندا في الولايات المتحدة، وتوفي في 23 مايو 1956 في نورفولك في الولايات المتحدة.